# Бутојешти
Бутојешти (рум. Butoiești) је насеље и седиште општине Бутојешти у жупанији Мехединци у Румунији. Према попису из 2021. у насељу је било 422 становника.

## Становништво
| 1992. | 2002. | 2011. | 2021. |
| ----- | ----- | ----- | ----- |
| 480   | 490   | 481   | 422   |

Бутојешти је према попису из 2021. имао 422 становника што је за 59 мање (-12,27%) у односу на попис из 2011. када је у насељу био 481 становник.
Према попису из 2011. већину становништва су чинили Румуни (95,63%).
| Етнички састав према попису из 2011.‍ | Етнички састав према попису из 2011.‍ | Етнички састав према попису из 2011.‍ | Етнички састав према попису из 2011.‍ | Етнички састав према попису из 2011.‍ |
| ------------------------------------ | ------------------------------------ | ------------------------------------ | ------------------------------------ | ------------------------------------ |
|                                      |                                      |                                      |                                      |                                      |
| Румуни                               | Румуни                               |                                      | 460                                  | 95,63%                               |
| Роми                                 | Роми                                 |                                      | 6                                    | 1,25%                                |
| Непознато                            | Непознато                            |                                      | 15                                   | 3,12%                                |

## Познате личности
- Константин Радулеску-Мотру (1868—1957)